# Girija Prasad Koirala
Girija Prasad Koirala (20. februar 1925 – 20. marts 2010) var en nepalesisk politiker, der var Nepals premierminister i fire perioder: 1991-1994, 1998-1999, 2000-2001 og 2006-2008. 
Da han blev premierminister i 1991, var han den første demokratisk valgte premierminister siden 1959, hvor hans bror B.P. Koirala og det nepalesiske kongresparti vandt landets første demokratiske valg. Girija Prasad Koirala er også formand for det nepalesiske kongresparti. 
G.P. Koirala er født i den indiske delstat Bihar og er den yngste søn af Krishna Prasad Koirala og Divya Koirala. Han har været aktiv i politik i mere end tres år og begyndte sin politiske karriere som fagforeningsleder ved jutemøllerne i sin hjemby Biratnagar i den sydøstlige del af Nepal. 
G.P. Koirala er vel nok den mest respekterede politiske leder i dagens Nepal med en utrolig vigtig aktuel funktion som leder af den midlertidige overgangsregering (forretningsministerium), der skal føre landet frem mod en ny demokratisk forfatning samt afklare monarkiets fremtid. Det nuværende parlamentariske samarbejde inkluderer alle betydningsfulde politiske partier samt maoisterne, der siden 1995 har kæmpet en relativt voldelig kamp for et mere folkeligt demokrati, samt for afskaffelse af korruption i landet.
Skønt G.P. Koirala gennem sin hidtidige politiske karriere ofte har været stærkt kritiseret, ikke mindst fra venstrefløjen i Nepali Congress, så står den aldrende leder i dag som den formentlig eneste, der nyder så bred respekt, at han kan føre landet gennem den første vigtige del af fredsprocessen og genetablering af det demokratiske system. Alle politiske partier fra de mest traditionalistiske til de mest venstreorienterede håber, at hans lidt skrøbelige helbred kan holde til de politiske strabadser.
Som led i den demokratiske genetablingsproces, blev der afholdt valg til en forfatningsgivende forsamling 10. april 2008. Maoisterne (Communist Party of Nepal (Maoist)) vandt en overvældende jordskredssejr. Parlamentet blev installeret og atter med Koirala som midlertidig regeringsleder. Med støtte fra alle – undtagen et fåtal af kongetro traditionalister – vedtog parlamentet den 28. maj 2008 at afskaffe monarkiet og udråbe Nepal som en republik. Under den efterfølgende løbende debat blandt de politiske partier om fordeling af den politiske magt foreslog Kongrespartiets at Girija Prasad Koirala blev landets første præsident, hvilket valgets sejrherre, Maoisterne, ikke accepterede. Som følge heraf annoncerede Koirala derfor den 26. juni 2008 sin tilbagetræden som regeringsleder, hvilket dog ikke kan tiltrædes før efter valget af landets nye præsident, da det er præsidenten som skal godkende regeringslederens afskedsbegæring. 
Girija Prasad Koirala døde den 20. marts 2010.